# 艾尤瓦河
艾尤瓦河是俄羅斯的河流，屬於伊日馬河的右支流，由科密共和國負責管轄，河道全長193公里，流域面積2,950平方公里，發源自季曼嶺，河水主要來自融雪。